# Лебић
Лебић је врста ветра који дува у Средоземљу. Јавља се са запада или југозапада. У току лета доноси свежину, а за време зиме доноси кишу и снег.